# Гюрза (пистолет)
Самозарядният пистолет на Сердюков (на руски: Самозарядный пистолет Сердюкова), известен също като „Гюрза́“, е съветски руски пистолет, разработен в Централния научноизследователски институт по точно машиностроене в Климовск, Русия през 1991 г.
Негови конструктори са Пьотр Сердюков и Игор Беляев. През 2003 г. пистолетът е приет на въоръжение в специалните сили на Руската федерация.
Пистолетът с екзотичното наименование „Гюрза“ (от гюрза – вид змия) е представен на света за пръв път на проведеното в Омск международно изложение за техника и оръжия на сухопътните войски. Оръжието носи разни наименования: РГ055, СР-1 „Вектор“, „Гюрза“, а от 2003 г. и – СПС (самозаряден пистолет „Сердюков“).
Пистолетът се отличава с висока качество на отделните детайли. Предназначен е за продажба извън границите на Русия като ефективно средство за поразяване на живи цели в бронирани жилетки с I, II и III клас на защита (тип Ж-81, Ж-86-2), съответстващи на стандарта NILECJ-STD-0101.01 и MIL-С-44050, а така също на различни технически средства (автотранспорт, кабини и антени на радиолокационни системи, корпуси на ракети и др.п.) на дистанция до 100 м чрез употребата на специални боеприпаси. Пистолетът има голяма ефективна далекобойност-100 метра като на това разстояние поразява армейска каска, от 70-бронирана жилетка състояща се от 2 титанови пластини с дебелина 1,4 мм всяка и 30 слоя кевлар, а от 50 -стоманен лист с дебелина 4 мм. Подобни възмножности са непознати на повечето съвременни пистолети.
Поради мощните боеприпаси автоматиката на пистолета се изпълнява от масивен затвор-кожух, напълно закриващ цевта. Петлето е полускрито, достъпно за палеца на стрелящата ръка. Гюрза има два автоматични предпазителя-на спусъка и на дръжката. Те се изключват при правилно обхващане на пистолета от човешка ръка като по този начин изключват възможността от случаен изстрел. Рамата е с изчистен дизайн и е изработена от армиран полимер. Ръкохватката и разширената спусъкова скоба са изпълнени като един детайл с набраздена повърхност, като спусъковата скоба отпред е извита за удобство при захващане с две ръце. Балансът и ъгълът на наклон на ръкохватката спрямо оста на цевта от 100° правят стрелбата с една ръка удобна, въпреки завишеното, заради мощността, тегло на пистолета и силния откат. Мерните прибори са фиксирани. Автоматиката на пистолета е на основата на схемата с къс ход на цевта, цевта спира движението си назад чрез вертикално движещ се детайл. Многозарядният пълнител е с двуредно, шахматно разположение на патроните. Ключалката на пълнителя е близо до спусъковата скоба и е „прибрана“ в ръкохватката.

## Данни
| калибър/патрон | 9х21 СП-10      |
| тегло празен   | 995 гр.         |
| тегло пълен    | 1,2 кг.         |
| размер         | 19.5х14.5х3 см. |
| скорострелност | 40 изстр./мин.  |
| пълнител       | 18 патрона      |